# Turnefortov koprivić
Turnefortov koprivić (žuta košćela, žuti koprivić, lat. Celtis tournefortii), biljna vrsta iz roda koprivića, porodica konopljovke. raširen je po istočnom Sredozemlju i Maloj Aziji.
Jedna od dviju vrsta koprivića u Hrvatskoj, druga je fafarinka ili crni koprivić (Celtis australis).

## Podvrste
1. Celtis tournefortii subsp. aetnensis (Tornab.) Raimondo & Schicchi
2. Celtis tournefortii subsp. asperrima (Lojac.) Raimondo & Schicchi
3. Celtis tournefortii subsp. tournefortii